# 213 Lilaea
A 213 Lilaea a Naprendszer kisbolygóövében található aszteroida. Christian Heinrich Friedrich Peters fedezte fel 1880. február 16-án.